# Roger Cantin
Roger Cantin, né le 29 décembre 1949 à Saint-Hyacinthe, est un cinéaste québécois, actif en tant que réalisateur, scénariste, producteur et monteur. Il a réalisé plus de 30 courts-métrages, dont plusieurs ont remporté des prix et des mentions à l'échelle internationale.
Cantin est coscénariste, avec son épouse Danyèle Patenaude, de la version originale du film culte La Guerre des tuques. Son film Simon les nuages a aussi été particulièrement primé.

## Filmographie

### Réalisateur

#### Longs-métrages au cinéma
- 1990 : Simon les nuages
- 1991 : L'assassin jouait du trombone
- 1992: Le Grand Zèle (téléfilm)
- 1993 : Matusalem
- 1997 : La Vengeance de la femme en noir
- 1997 : Matusalem II : le dernier des Beauchesne
- 2001 : La Forteresse suspendue
- 2009 : Un cargo pour l'Afrique

#### Cours-métrages au cinéma
- 1984 : L'objet
- 1995 : Rock & belles oreilles, la série b
- 1999 : Back to sherwood
- 2002 : Galidor
- 2004 : Dans les coulisses du hockey
- 2005 : Biographies
- 2008 : Hero by nature
- 2011 : Mulligan

#### Séries télévisées
- 2002 : Galidor: Defenders of the Outer Dimension (série TV)
- 2008 : Ni sauvage, ni barbare (Long métrage documentaire TV)

### Scénariste
- 1984 : La Guerre des tuques
- 1990 : Simon les nuages
- 1991 : L'assassin jouait du trombone
- 1993 : Matusalem
- 1997 : La Vengeance de la femme en noir
- 2001 : La Forteresse suspendue
- 2009 : Un cargo pour l'Afrique

### Producteur
- 1980 : On a été élevé dans l'eau salée...
- 2009 : Un cargo pour l'Afrique

### Acteur
- 1976 : Le Gars des vues